# Liste der Kulturgüter in Rorbas
Die Liste der Kulturgüter in Rorbas enthält alle Objekte in der Gemeinde Rorbas im Kanton Zürich, die gemäss der Haager Konvention zum Schutz von Kulturgut bei bewaffneten Konflikten, dem Bundesgesetz vom 20. Juni 2014 über den Schutz der Kulturgüter bei bewaffneten Konflikten sowie der Verordnung vom 29. Oktober 2014 über den Schutz der Kulturgüter bei bewaffneten Konflikten unter Schutz stehen.
Objekte der Kategorien A und B sind vollständig in der Liste enthalten, Objekte der Kategorie C fehlen zurzeit (Stand: 1. Januar 2023). Unter übrige Baudenkmäler sind weitere geschützte Objekte zu finden, die im Verzeichnis der Objekte von überkommunaler Bedeutung der kantonalen Denkmalpflege zu finden und nicht bereits in der Liste der Kulturgüter enthalten sind.

## Kulturgüter
| Foto |                                                                                       | Objekt                                                     | Kat. | Typ | Standort                      | Beschreibung                                                                        |
| ---- | ------------------------------------------------------------------------------------- | ---------------------------------------------------------- | ---- | --- | ----------------------------- | ----------------------------------------------------------------------------------- |
| ja   | Datei hochladen · Wikidata zu Steinbrücke, sogenannte "Römerbrücke" (Q1234108)        | Steinbrücke, sogenannte Römerbrücke KGS-Nr.: 07634         | A    | G   | Alte Brücke 685975 / 265005   | Objekt liegt hälftig auf dem Gemeindegebiet von Freienstein-Teufen (KGS-Nr. 16941). |
| ja   | Datei hochladen · Wikidata zu Gasthaus Adler (Q29933053)                              | Gasthaus Adler KGS-Nr.: 07636                              | B    | G   | Postgasse 19 685984 / 264848  |                                                                                     |
| ja   | Datei hochladen · Wikidata zu Reformierte Kirche und Pfarrhaus (Q16856219)            | Reformierte Kirche und Pfarrhaus KGS-Nr.: 07637            | B    | G   | Kirchweg 3, 1 685797 / 264864 |                                                                                     |
| ja   | Datei hochladen · Wikidata zu Fabrikantenwohnhaus Blumer mit Nebengebäude (Q29933051) | Fabrikantenwohnhaus Blumer mit Nebengebäude KGS-Nr.: 12672 | B    | G   | Gaisberg 8 686103 / 264740    |                                                                                     |

## Übrige Baudenkmäler
| ID       | Foto |                                                                                 | Objekt                                     | Kat.   | Typ | Standort                      | Beschreibung |
| -------- | ---- | ------------------------------------------------------------------------------- | ------------------------------------------ | ------ | --- | ----------------------------- | ------------ |
| 06800155 |      | Datei hochladen                                                                 | Bauernhaus / Sigristenhaus, heute Wohnhaus | C      | G   | Kirchgasse 21 685759 / 264943 |              |
| 06800158 | ja   | Datei hochladen                                                                 | Reformiertes Pfarrhaus                     | B reg. | G   | Kirchweg 1 685820 / 264815    |              |
| 06800454 | ja   | Datei hochladen · Wikidata zu Fabrikantenhaus Blumer, Nebengebäude (Q134961582) | Fabrikantenhaus Blumer, Nebengebäude       | B reg. | G   | Gaisberg 8.1 686097 / 264720  |              |

Legende: Im Wesentlichen siehe Legende der Liste der Kulturgüter von nationaler und regionaler Bedeutung, mit folgenden Ausnahmen:
- Anstelle der KGS-Nummer wird als Objekt-Identifikator (ID) die Inventarnummer im Verzeichnis der Objekte von überkommunaler Bedeutung des kantonalen Denkmalschutzamtes verwendet.
- Bei den Kategorien wird wie folgt unterschieden: B kant. = Objekt von kantonaler Bedeutung (Kanton Zürich); B reg. = Objekt von regionaler Bedeutung (Kanton Zürich).